# Vîn TV
Vîn TV er en kurdisk-sproget satellit-tv-kanal, der sender fra Dahuk-provinsen i irakisk Kurdistan. Det sender kurdisk musik og kultur programmer 24 timer i døgnet. Ordet 'vin' betyder kærlighed på kurdisk.

| Fjernsyn | Spire Denne artikel om en tv-kanal er en spire som bør udbygges. Du er velkommen til at hjælpe Wikipedia ved at udvide den. |